# Aiden O’Neill
Aiden Connor O’Neill (* 4. Juli 1998 in Brisbane) ist ein australischer Fußballspieler irischer Abstammung. Der zentrale Mittelfeldspieler steht seit April 2025 bei New York City FC unter Vertrag.

## Hintergrund
Aiden O’Neill wuchs in seiner Geburtsstadt Brisbane im Bundesstaat Queensland auf und besuchte sowohl das Nudgee Junior College als auch das Brisbane Boys College, ehe er mit seinen Eltern nach England zog.

## Karriere

### Verein
In Australien spielte Aiden O’Neill für Brisbane Athletic, bevor er nach England ging. Im Vereinigten Königreich wurde er in der Fußballschule des FC Burnley ausgebildet. Seinen ersten Profivertrag unterschrieb O’Neill am 12. Januar 2016. Ein Jahr später, im Januar 2017, wurde Aiden O’Neill an den Drittligisten Oldham Athletic verliehen. Dort erkämpfte er sich einen Stammplatz und stand dabei in 12 von 15 Einsätzen in der Startelf. Im August 2017 verlieh der FC Burnley Aiden O’Neill bis zum Saisonende an Fleetwood Town. Dort pendelte er zwischen Startformation und Ersatzbank. Im Januar 2018 wurde der Leihvertrag aufgelöst.
Im August 2018 wurde Aiden O’Neill in sein Geburtsland an die Central Coast Mariners verliehen. In Gosford im Bundesstaat New South Wales gehörte Aiden O’Neill zu den Leistungsträgern, dabei erzielte er in 23 Partien vier Tore, verpasste allerdings mit seinem Klub als Tabellenletzter die Qualifikation für die Finalrunde. Im Sommer 2019 verlieh der FC Burnley O’Neill erneut in die A-League, nun in seine Geburtsstadt an Brisbane Roar. Bis zur Unterbrechung der Saison, die der Corona-Krise geschuldet war, kam er zu 17 Einsätzen.
Im September 2020 wechselte er zum australischen Verein Melbourne City FC, bei dem er einen Vertrag mit einer Laufzeit von drei Jahren unterschrieb.  Mit Melbourne wurde er in den Spielzeiten 2020/21 und 2021/22 australischer Meister.
Nach Vertragsablauf unterschrieb er Mitte Juni 2023 beim belgischen Erstdivisionär Standard Lüttich einen Vertrag mit einer Laufzeit von vier Jahren. In seiner ersten Saison bestritt er 23 von 40 möglichen Ligaspielen, in denen er ein Tor schoss und zwei Pokalspiele. In der nächsten Saison waren es 27 von 35 möglichen Ligaspielen sowie zwei Pokalspiele mit einem geschossenen Tor. 
Ende April 2025 wechselte er in die amerikanische Major League Soccer zu New York City FC, wo er einen Vertrag bis zum Ende der Saison 2028 unterschrieb.

### Nationalmannschaft
Aiden O’Neill gab nach seinem Debüt in der englischen Premier League im Jahr 2016 bekannt, dass er für die australische Nationalmannschaft spielen würde. Allerdings bestünde kein Kontakt zum australischen Fußballverband (FFA). Nachdem er Offerten von den Fußballverbänden der Republik Irland und Nordirlands zurückgewiesen hatte, war er von 2017 bis 2020 U23-Nationalspieler Australiens. So nahm er mit der U-23-Auswahl 2020 an der Asienmeisterschaft in Thailand teil und erreichte dort den dritten Platz.
Erstmalig wurde er im März 2023 in der A-Nationalmannschaft bei zwei Freundschaftsspiele gegen Ecuador eingesetzt. Bei der Asienmeisterschaft 2024 gehörte er zum australischen Kader und bestritt alle Gruppenspiele sowie Achtelfinale und das gegen Südkorea verlorene Viertelfinale.

## Erfolge
- Australischer Meister: 2020/21, 2021/22